# 光叶木蓝
光叶木蓝（学名：Indigofera neoglabra）为豆科木蓝属下的一个种。

## 扩展阅读
- 維基物種上的相關：光叶木蓝